# Tour de France 2018/6. Etappe
Die 6. Etappe der Tour de France 2018 fand am 12. Juli 2018 statt. Die hügelige Etappe führte über 181 Kilometer von Brest nach Mûr-de-Bretagne.
Etappensieger wurde Daniel Martin (UAE Team Emirates) nach einem Angriff am Zielhang. Er rettete eine Sekunde Vorsprung auf Pierre Latour (Ag2r La Mondiale), der kurz nach ihm attackierte. Dritter wurde Alejandro Valverde (Movistar Team), der eine 14-köpfige Verfolgergruppe ins Ziel führte. In dieser Gruppe wurde Peter Sagan Achter und verteidigte damit sein Grünes Trikot ebenso wie Greg Van Avermaet als Zwölfter das Gelbe Trikot verteidigte. Hinter dieser Gruppe verlor der Vorjahressieger Chris Froome als 18. acht Sekunden und der Vorjahreszweite Rigoberto Urán als 19. elf Sekunden. Nach Defekten kurz vor dem Ziel verloren der Vorjahresdritte Romain Bardet 31 Sekunden und der Sieger des Giro d’Italia 2017 Tom Dumoulin 53 Sekunden. Dumoulin erhielt darüber hinaus eine Zeitstrafe von 20 Sekunden, da er bei seiner Aufholjagd den Windschatten seines Teamfahrzeugs nutzte.
Vom Start weg bildete sich eine Spitzengruppe mit Laurent Pichon, Damien Gaudin, Fabien Grellier, Anthony Turgis und Dion Smith. Aus dieser Gruppe, die einen Maximalvorsprung von ca. 7 Minuten hatte, gewann Smith die ersten beiden Bergwertungen. Der Vorsprung sank, nachdem im Hauptfeld das Quick-Step Floors-Team bei Seitenwind attackierte und eine Gruppe um Primož Roglič zwischenzeitlich den Anschluss verlor. Bei der ersten Überquerung der Mur-de-Bretagne 17 Kilometer vor dem Ziel wurden die letzten beiden Ausreißer Smith und Grellier gestellt. Kurz darauf gewann Toms Skujiņš die Bergwertung und der Zweite an der Bergwertung, Jack Bauer griff an, wurde jedoch wenige Kilometer vor dem Ziel eingeholt.